# Collegio uninominale Lombardia 3 - 07
Il collegio elettorale uninominale Lombardia 3 - 07 è stato un collegio elettorale uninominale della Repubblica Italiana per l'elezione della Camera tra il 2017 ed il 2022.

## Territorio
Come previsto dalla legge elettorale italiana del 2017, il collegio era stato definito tramite decreto legislativo all'interno della circoscrizione Lombardia 3.
Era formato dal territorio di 39 comuni: Arcene, Bagnatica, Bolgare, Boltiere, Bonate Sopra, Bonate Sotto, Bottanuco, Brembate, Brignano Gera d'Adda, Brusaporto, Calcinate, Canonica d'Adda, Capriate San Gervasio, Carobbio degli Angeli, Castel Rozzone, Cavernago, Chiuduno, Ciserano, Comun Nuovo, Costa di Mezzate, Fara Gera d'Adda, Filago, Gorlago, Grassobbio, Levate, Lurano, Madone, Orio al Serio, Osio Sopra, Osio Sotto, Pognano, Pontirolo Nuovo, Spirano, Telgate, Treviglio, Urgnano, Verdellino, Verdello e Zanica.
Il collegio era quindi interamente compreso nella provincia di Bergamo.
Il collegio era parte del collegio plurinominale Lombardia 3 - 02.

## Eletti
| Elezione | Elezione | Deputato            | Partito                  |
| -------- | -------- | ------------------- | ------------------------ |
|          | 2018     | Cristian Invernizzi | Lega per Salvini Premier |

## Dati elettorali

### XVIII legislatura
Come previsto dalla legge elettorale, 232 deputati erano eletti con sistema a maggioranza relativa in altrettanti collegi uninominali a turno unico.
| Candidati              | Candidati                     | Voti    | %     | Liste                    | Voti    | %     |
| ---------------------- | ----------------------------- | ------- | ----- | ------------------------ | ------- | ----- |
|                        | Cristian Invernizzi ✔️ Eletto | 72 631  | 53,08 | Lega                     | 48 595  | 35,52 |
| Forza Italia           | Cristian Invernizzi ✔️ Eletto | 72 631  | 53,08 | 17 720                   | 12,95   |       |
| Fratelli d'Italia      | Cristian Invernizzi ✔️ Eletto | 72 631  | 53,08 | 5 227                    | 3,82    |       |
| Noi con l'Italia - UDC | Cristian Invernizzi ✔️ Eletto | 72 631  | 53,08 | 1 089                    | 0,80    |       |
|                        | Gabriele Riva                 | 29 219  | 21,35 | Partito Democratico      | 25 438  | 18,59 |
| +Europa                | Gabriele Riva                 | 29 219  | 21,35 | 2 923                    | 2,14    |       |
| Civica Popolare        | Gabriele Riva                 | 29 219  | 21,35 | 446                      | 0,33    |       |
| Italia Europa Insieme  | Gabriele Riva                 | 29 219  | 21,35 | 412                      | 0,30    |       |
|                        | Vita Macchitella              | 27 063  | 19,78 | Movimento 5 Stelle       | 27 063  | 19,78 |
|                        | Marco Caglioni                | 3 041   | 2,22  | Liberi e Uguali          | 3 041   | 2,22  |
|                        | Denise Quaranta               | 1 458   | 1,07  | CasaPound                | 1 458   | 1,07  |
|                        | Anna Ferrarese                | 1 126   | 0,82  | Potere al Popolo!        | 1 126   | 0,82  |
|                        | Roberto Frecentese            | 953     | 0,70  | Il Popolo della Famiglia | 953     | 0,70  |
|                        | Daniela Deponti               | 740     | 0,54  | Italia agli Italiani     | 740     | 0,54  |
|                        | Adriano Manni                 | 487     | 0,36  | Grande Nord              | 487     | 0,36  |
|                        | Giuseppe Rainone              | 110     | 0,08  | PRI - ALA                | 110     | 0,08  |
| Totale                 | Totale                        | 136 828 | 100   |                          | 136 828 | 100   |
|                        |                               |         |       |                          |         |       |
| Voti non validi        | Voti non validi               | 4 429   | 3,14  |                          |         |       |
| Votanti                | Votanti                       | 141 257 | 79,45 |                          |         |       |
| Elettori               | Elettori                      | 177 797 |       |                          |         |       |